# توني أنجيلو
توني أنجيلو (بالإنجليزية: Tony Angelo)‏ هو سائق سباق أمريكي، ولد في 24 ديسمبر 1978.